# El Taiger
José Manuel Carvajal Zaldívar (La Habana, 6 de septiembre de 1987-Miami, 10 de octubre de 2024), más conocido por su nombre artístico el Taiger, fue un cantante de reguetón y raggamorfa cubano.

## Biografía
Comenzó su carrera artística en el grupo Los 4, pasando luego a integrarse en el grupo Los Desiguales, antes de consolidarse como cantante solista, siendo una de las voces más influyentes de la música urbana cubana. Allí introdujo el fashaton, donde fusionó su estilo musical con una innovadora propuesta de vestimenta. Esta nueva tendencia y su creciente popularidad le renombró a Carvajal Zaldívar como ‘El Más Tigre’, ‘El Tigraso’ y finalmente ‘El Taiger’.
Su primer disco como solista apareció en 2016. Su música se incluyó en la banda sonora de la película Fast 8, a través de su canción La Habana producida por PintoWahin, y el DJ Ricky Luna.
El artista ganó popularidad en 2021 gracias a su tema La Historia. Otras de sus canciones más populares fueron: Marca Mandarina, Washy Pupa, Southwezzzzt, Habla Matador o Coronamos. Esta última interpretada con los cantantes puertorriqueños: Bad Bunny, Cosculluela, Bryant Myers, y el colombiano J Balvin.
El Taiger fue acusado de los delitos de posesión de droga y robo a mano armada, por lo que su muerte podría deberse a un asesinato. Taiger fue encontrado con un disparo en la cabeza dentro de su automóvil en Miami, Florida, el 3 de octubre de 2024.  Fue trasladado al Hospital Memorial Jackson, donde falleció el 10 de octubre a los 37 años.

## Discografía
●El ABC
●LMBA
●Amén
Año 2020
●Blychy (Estoy Pa' Gogo)
1-Intro
2-Blychy (Estoy Pa' Gogo)
3-No Es Para Dos
4-Respeto
5-La Guariconfianza (Dj Conds & The Yabo)
6-Outro
7-Si te vas (El Rojo)
8-Bajo Cero (Dj Conds & El Brujo)
9-Tiza x Borrador (Yomil y El Dany)
10-Amores (Dj Conds, El Brujo, Lenier y Nesty)
11-Sin Compromiso (Dj Conds & Chucho Flash)
12-No Habrá Nadie (Dj Conds & Yesler Cruz año 2020)
●La Ostia

## Colaboraciones
●Dame Un Break (IN2DEEP MELO en Disco: Sign in Blood año 2017)
●Modelo de Channel (Sr. Brown en Disco: Univeral año 2020)
●Cuánto Me Cuesta (El canty & dj conds en Disco: Que Rico Ser Rico año 2021)
●Guaracha (El Relajo) (Dj Memo en Disco: House Latino año 2021)
●El Tóxico (Yesler Cruz en Disco Bendito año 2021)

## Reconocimientos
- Uno de los primeros tributos a El Taiger después de su muerte, es el mural realizado por el artista gráfico Arley Valdes.[10] La obra titulada Taiger Forever está ubicada en la Avenida 51, entre las calles 88a y 88b del Municipio de Marianao.[11]